# Jean Comnène (domestique des Scholes)
Pour les articles homonymes, voir Jean Comnène.
Jean Comnène (en grec : Ἰωάννης Κομνηνός ; vers 1015 - 12 juillet 1067) est un aristocrate et un militaire byzantin. Frère cadet de l'empereur Isaac Ier Comnène, il exerce les fonctions de domestique des Scholes sous le règne de son frère. Il est surtout le père d'Alexis Ier Comnène qui devient empereur en 1081 et fonde véritablement la dynastie des Comnènes qui dirige l'Empire byzantin de 1081 à 1185 puis l'empire de Trébizonde de 1204 à 1461.

## Biographie
Jean Comnène naît vers 1015. Il a pour père Manuel Erotikos Comnène, un général byzantin de Basile II,, mort alors que ses enfants (dont Jean) sont encore jeunes ; ceux-ci sont élevés au sein de la cour impériale, leur permettant d'accéder à de hautes fonctions. Jean Comnène apparaît dans les sources en 1057, au moment de l'arrivée au pouvoir de son frère Isaac. Ce dernier est alors à la tête d'un groupe de généraux rebellés contre Michel VI et le forcent à quitter le pouvoir. Au moment de la révolte, Jean détient le poste de doux mais après la victoire de son frère, il est élevé au rang de curopalate et nommé domestique des Scholes pour l'Occident (chef des armées impériales en Europe). Rien n'est connu des activités de Jean Comnène durant le court règne de son frère. Cependant, Nicéphore Bryenne le Jeune, l'époux d'Anne Comnène (la petite-fille de Jean Comnène) affirme qu'en tant que domestique, ses actions ont eu une grande influence sur les populations des provinces balkaniques.
Le règne d'Isaac est interrompu brusquement par son conflit avec le puissant patriarche de Constantinople Michel Cérulaire. Ce dernier a un rôle déterminant dans l'abdication de Michel VI, assurant à Isaac le soutien de l'influente aristocratie civile de la capitale. Cérulaire et ses partisans conduisent l'opposition à Isaac dont les réformes économiques drastiques sont impopulaires. L'empereur, tombé malade, est finalement contraint de renoncer au pouvoir le 22 novembre 1059, date de son retrait au monastère du Stoudion,. Le trône est alors dévolu à Constantin X Doukas jusqu'en 1067. Selon Nicéphore Bryenne, Isaac aurait proposé la couronne à Jean Comnène avant d'abdiquer mais celui-ci l'aurait refusé en dépit de l'influence de sa femme, Anne Dalassène, qui souhaitait le voir monter sur le trône,. Toutefois, selon l'historien Konstantinos Varzos, cette hypothèse manque de crédibilité et pourrait avoir été montée de toutes pièces pour légitimer l'arrivée au pouvoir d'Alexis, le fils de Jean, en 1081. 
Jean Comnène disparaît des sources durant le règne de Constantin X, une possible disgrâce auprès de l'empereur en dépit des affirmations contraires de Nicéphore Bryenne . Le typikon datant de la fin du XIIe siècle du monastère du Christ Philanthropos, fondé par Irène Doukas (la femme d'Alexis Ier), est la seule source à mentionner la retraite de Jean dans un monastère, probablement au même moment que sa femme Anne Dalassène. Il meurt le 12 juillet 1067.

## Famille
Jean Comnène est marié à Anne Dalassène, la fille d'Alexis Charon, probablement en 1044. Anne, qui naît vers 1028, a survécu de longues années à son mari et a conduit sa famille avec autorité. Elle est notamment impliquée dans des complots contre la famille rivale des Doukas dont elle n'a jamais oublié le rôle dans le renversement d'Isaac à leur profit. Plus tard, elle participe activement au renversement de Nicéphore III Botaniatès qui conduit à l'arrivée au pouvoir de son fils Alexis. Par la suite, elle dirige l'empire aux côtés de son fils, gouvernant à Constantinople alors qu'Alexis est engagé dans de multiples guerres aux frontières de l'Empire. Finalement, elle se retire dans un monastère et meurt entre 1100 et 1102. Au total, Jean et Anne ont huit enfants :
- Manuel Comnène (vers 1045 - 1071) : curopalate et protostrator, marié à une parente de Romain IV Diogène ;
- Marie Comnène (vers 1047 - après 1094) : mariée au panhypersébaste Michel Tarônitès ;
- Isaac Comnène : sébastocrator, il est très impliqué dans le gouvernement de l'Empire sous le règne de son frère ;
- Eudocie Comnène (vers 1052 - avant 1136) : mariée à Nicéphore Mélissène ;
- Théodora Comnène (vers 1054 - avant 1136) : mariée au curopalate Constantin Diogène, le fils de Romain IV ;
- Alexis Comnène (1058 - 1118) : empereur de 1081 à 1118, marié à Irène Doukas ;
- Adrien Comnène (vers 1060 - 1105) : protosébaste, marié à Zoé Doukas ;
- Nicéphore Comnène (vers 1062 - après 1136) : pansébaste sébaste et drongaire de la flotte.